# Krajowy Komitet Polskich Socjalistów
Krajowy Komitet Polskich Socjalistów – socjaldemokratyczna grupa opozycyjna w PRL, utworzona 1 maja 1979 roku. Głosiła: "Polscy Socjaliści, wierni kilkudziesięcioletnim tradycjom niepodległościowym Polskiej Partii Socjalistycznej, za najwyższe i niepodważalne prawo uważają za najwyższe i niepodważalne prawo uważają zasady niepodległości i suwerenności państwowej Polski". Program KKPS, zawarty w "Platformie 1979" i "Oświadczeniu Polskich Socjalistów", zakładał ustanowienie systemu demokratycznego (m.in. wolne pięcioprzymiotnikowe wybory do Sejmu, niezawisłość sądów, poszanowanie praw człowieka) oraz współistnienie własności prywatnej i społecznej w gospodarce. Komitet współpracował z Ośrodkiem Myśli Ludowej i Ruchem Chrześcijańsko-Społecznym, pozostawał natomiast w konflikcie z Komitetem Obrony Robotników. Czołowi działacze: Henryk Misiewicz, Juliusz Garztecki, Czesław Karśnicki.

## Literatura
- Dariusz Cecuda, Leksykon opozycji politycznej 1976-1989, Warszawa 1989
- Józef Kossecki, Geografia opozycji politycznej w Polsce w latach 1976-1981, Warszawa 1983